# 柳葉敏郎のGIBAちゃんとGOLFへGO!
柳葉敏郎のGIBAちゃんとGOLFへGO!（やなぎばとしろうのギバちゃんとゴルフへゴー）は、秋田テレビで、柳葉敏郎がメインとなるバラエティ番組。

## 概要
柳葉敏郎をメーンにし、秋田県ゴルフ連盟協力のもと、一般参加者をゲストに迎えオンシーズンに県内各所のゴルフ場をロケ地とし、ゲームを楽しむ。
- 主に6～10月に放送され、オフシーズンの時は、「再放送」として放送する。

2023年シーズン(2023年4月4日）からBSJapanextにて、放映開始。（毎週水曜日、午前7時00分から午前7時30分）

## ルール
柳葉敏郎と、ゲストチーム（一般参加者2名）が、スリーサム方式によっての対決方式。
一般的な、現行ルールによる
- ゲストチームは一打目のみ、それぞれが打ち飛距離の良いほうを採用し、二打目以降は交互に打つ。

正月特別番組では、芸能関係者などをゲストに特別版として放送する。
ゲストチームが勝利すると「ギバちゃん賞」として、柳葉敏郎デザインのグッズがもらえるが、柳葉が勝利した場合は「視聴者プレゼント」になる。
シーズン９は、勝敗に関係なく視聴者プレゼントになっている。

## 出演者
- 柳葉敏郎（俳優、秋田県ゴルフ親善大使/プレイヤーとして出演）

### 進行・アシスタント
- 石垣政和（ローカルタレント）
- 真田かずみ（フリーアナウンサー）

#### 過去出演者
- 後藤美菜子（当時、秋田テレビアナウンサー）
- 石井資子（当時、秋田テレビアナウンサー）
- 加藤未来（秋田テレビアナウンサー）
- 八代星子（秋田テレビアナウンサー）
- 佐藤奈都美（秋田テレビアナウンサー）

## リンク
- 柳葉敏郎のギバちゃんとゴルフへGO! - 秋田テレビ公式
- 柳葉敏郎のギバちゃんとゴルフへGO! - BS Japan NEXT